# Arturo López Dávalos
Arturo Ramón Néstor López Dávalos (San Juan, 8 de noviembre de 1937-21 de diciembre de 2022) fue un físico, académico y escritor argentino que se desempeñó como director del Instituto Balseiro y del Centro Atómico Bariloche desde 1986 hasta 1994. 
Es autor de más de cincuenta trabajos de investigación original y sobre educación universitaria y es miembro correspondiente de la Academia Nacional de Ciencias Exactas Físicas y Naturales, además de investigador en el CONICET, la CONEA, la Universidad de Ginebra y el Centro Internacional de Física Teórica y de profesor en universidades tanto de su país natal como del extranjero. También dirigió tesis doctorales de licenciaturas en física y en ingeniería. Fuera del ámbito de la física, escribió dos libros de cuentos y uno biográfico sobre José Antonio Balseiro, este último en colaboración con Norma Badino.

## Biografía
López Dávalos nació en la ciudad de San Juan el 8 de noviembre de 1937 mientras su padre, Néstor López Echenique, se desempeñaba como gerente de la sede del Banco Español de esa ciudad. Su madre, Ana Dávalos, proveniente de una familia asociada al arte en la provincia de Salta, era hermana del cuentista y poeta Juan Carlos Dávalos y tía de otros artistas como Jaime, Ramiro, Arturo, Baica y Martín Miguel Dávalos. Por el lado de su madre desciende de Francisca Güemes, hermana del prócer de la independencia argentina Martín Miguel de Güemes y por el del padre, de Calixto Gauna, gobernador interino de la Intendencia de Salta del Tucumán durante la Revolución de Mayo.
Tras finalizar sus estudios secundarios en Salta, se trasladó a San Miguel de Tucumán, donde cursó los primeros años de ingeniería en la UNT, antes de mudarse a San Carlos de Bariloche para asistir al recién constituido Instituto Balseiro, por consejo de un profesor y de un primo, dada la facilidad que presentaba para la física. En 1962 obtuvo la licenciatura en Física en dicho instituto, del que formó parte de su cuarta promoción. En 1969 finalizó el doctorado en Física en la misma institución dependiente de la Universidad Nacional de Cuyo con diploma de honor. Obtenido su primer título, entró como investigador en el Centro Atómico Bariloche, dependiente de la Comisión Nacional de Energía Atómica, cuyo directorio integró hasta 1970 y volvería a integrar de 1999 a 2000. Como becario primero del CONICET y luego de la IAEA, realizó un posgrado en el Instituto de Física Teórica de la Universidad de Viena entre 1964 y 1966 dictado por el profesor Walter Thirring. En 1971 y 1973 trabajó para el CONICET y en 1972 para el Ministerio de Defensa como asesor.
En 1970 dejó Argentina contratado en calidad de investigador y profesor visitante en la Universidad de Ginebra y de investigador en el Centro Internacional de Física Teórica, con sede en Trieste, en donde sería nombrado investigador asociado sénior en 1984. En el extranjero también se desempeñó como profesor visitante en la Universidad de Grenoble y como investigador en la Universidad de California.
En 1976 se trasladó a la ciudad de Salta por el estado de salud de sus padres, en donde ingresó como profesor titular en la Universidad Nacional de Salta. También como profesor titular volvió en 1978 a su alma mater, de la que sería vicedirector de 1983 a 1985 y director de 1986 a 1993, intervalo de tiempo durante el cual también dirigió el Centro Atómico Bariloche. En 1993 recibió un Diploma al Mérito en la entrega de ese año de los Premios Kónex. Dos años después de dejar el puesto de director, entró a la CoNEAU, de la que sería vicepresidente entre 1996 y 1999. En 2000 se desempeñó como asesor de la dirección del Instituto Balseiro, en 2001 como miembro del Consejo de Dirección del Centro Atómico Bariloche y en 2002 como asesor del Ministerio de Educación, Ciencia y Tecnología. En 2008 fue nombrado Socio Honorario de la Asociación Física Argentina.